# Dompierre-aux-Bois
Dompierre-aux-Bois és un municipi francès situat al departament del Mosa i a la regió del Gran Est. L'any 2007 tenia 53 habitants.

## Demografia

### Població
El 2007 la població de fet de Dompierre-aux-Bois era de 53 persones. Hi havia 29 famílies, de les quals 10 eren unipersonals (5 homes vivint sols i 5 dones vivint soles), 5 parelles sense fills, 9 parelles amb fills i 5 famílies monoparentals amb fills.
La població ha evolucionat segons el següent gràfic:
Habitants censats

### Habitatges
El 2007 hi havia 29 habitatges, 24 eren l'habitatge principal de la família i 5 eren segones residències. Tots els 29 habitatges eren cases. Dels 24 habitatges principals, 20 estaven ocupats pels seus propietaris i 3 estaven llogats i ocupats pels llogaters; 1 tenia tres cambres, 5 en tenien quatre i 18 en tenien cinc o més. 21 habitatges disposaven pel capbaix d'una plaça de pàrquing. A 11 habitatges hi havia un automòbil i a 12 n'hi havia dos o més.

### Piràmide de població
La piràmide de població per edats i sexe el 2009 era:
| Homes | Edats   | Dones |
| ----- | ------- | ----- |
| 0     | 95 o +  | 0     |
| 0     | 90 a 94 | 0     |
| 0     | 85 a 89 | 0     |
| 0     | 80 a 84 | 0     |
| 0     | 75 a 79 | 4     |
| 0     | 70 a 74 | 0     |
| 0     | 65 a 69 | 0     |
| 0     | 60 a 64 | 0     |
| 0     | 55 a 59 | 4     |
| 0     | 50 a 54 | 0     |
| 0     | 45 a 49 | 0     |
| 0     | 40 a 44 | 0     |
| 8     | 35 a 39 | 4     |
| 4     | 30 a 34 | 0     |
| 0     | 25 a 29 | 4     |
| 0     | 20 a 24 | 0     |
| 0     | 15 a 19 | 0     |
| 4     | 10 a 14 | 0     |
| 0     | 5 a 9   | 4     |
| 4     | 0 a 4   | 0     |

## Economia
El 2007 la població en edat de treballar era de 33 persones, 19 eren actives i 14 eren inactives. Les 19 persones actives estaven ocupades(11 homes i 8 dones).. De les 14 persones inactives 7 estaven jubilades, 2 estaven estudiant i 5 estaven classificades com a «altres inactius».
Activitats econòmiques
Dels 2 establiments que hi havia el 2007, 1 era d'una empresa de construcció i 1 d'una empresa de serveis.
L'any 2000 a Dompierre-aux-Bois hi havia 4 explotacions agrícoles que ocupaven un total de 524 hectàrees.

## Poblacions més properes
El següent diagrama mostra les poblacions més properes.